# 重慶大韓民國臨時政府舊址
重慶大韓民國臨時政府舊址（：／ Chungching Daehanminguk Imsijeongbu Yujeokji），位於中华人民共和国重慶市渝中区蓮花池正街38號，文物遺址年代為1938–1946年，1992年3月19日列為重慶市第二批市級文物保護單位。2000年9月7日列為第一批重慶市文物保護單位。
2017年12月16日，时任韩国总统文在寅在访问中国大陆期间拜访了这一旧址，是韩国总统首次到访此旧址。

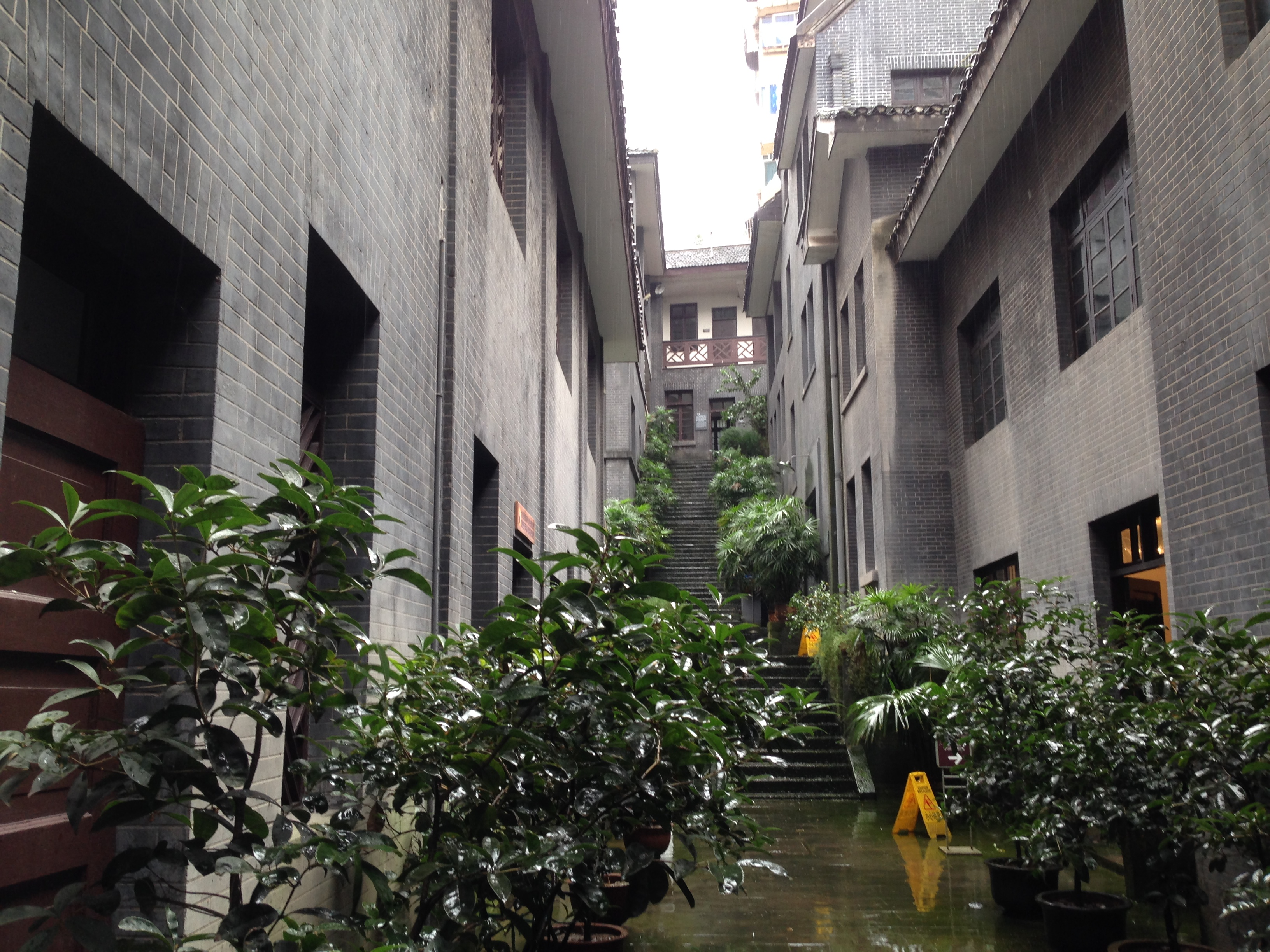
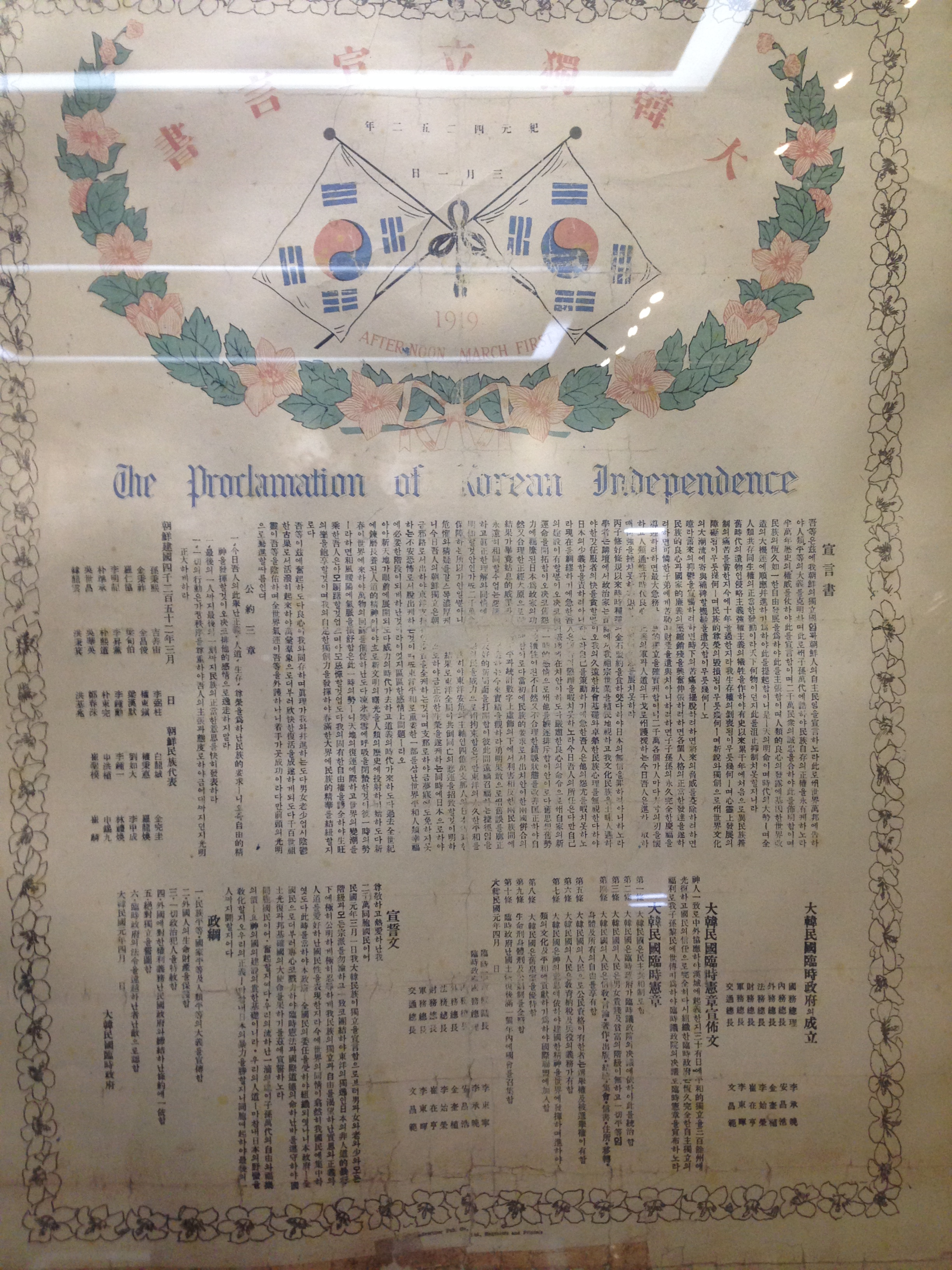
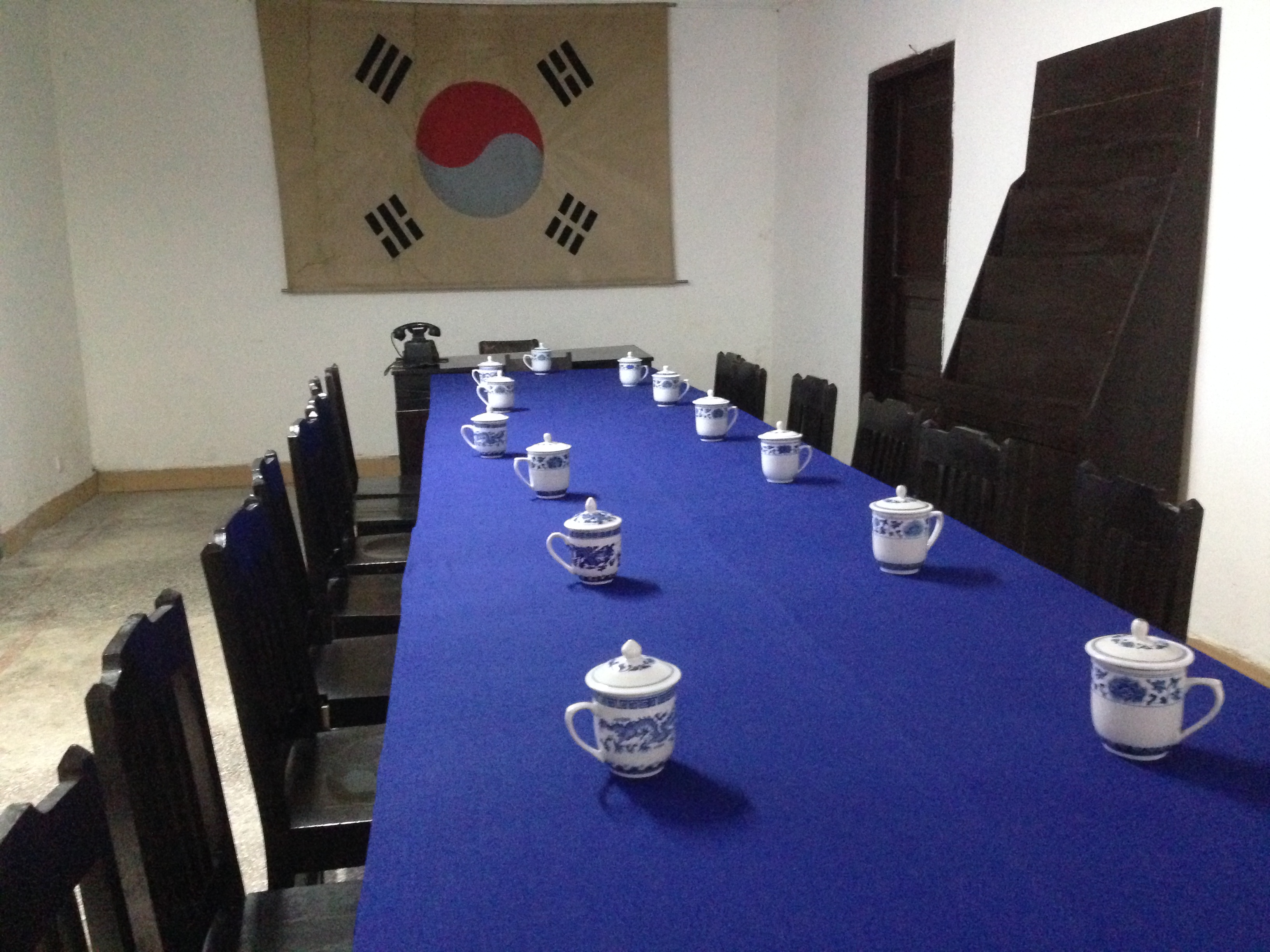
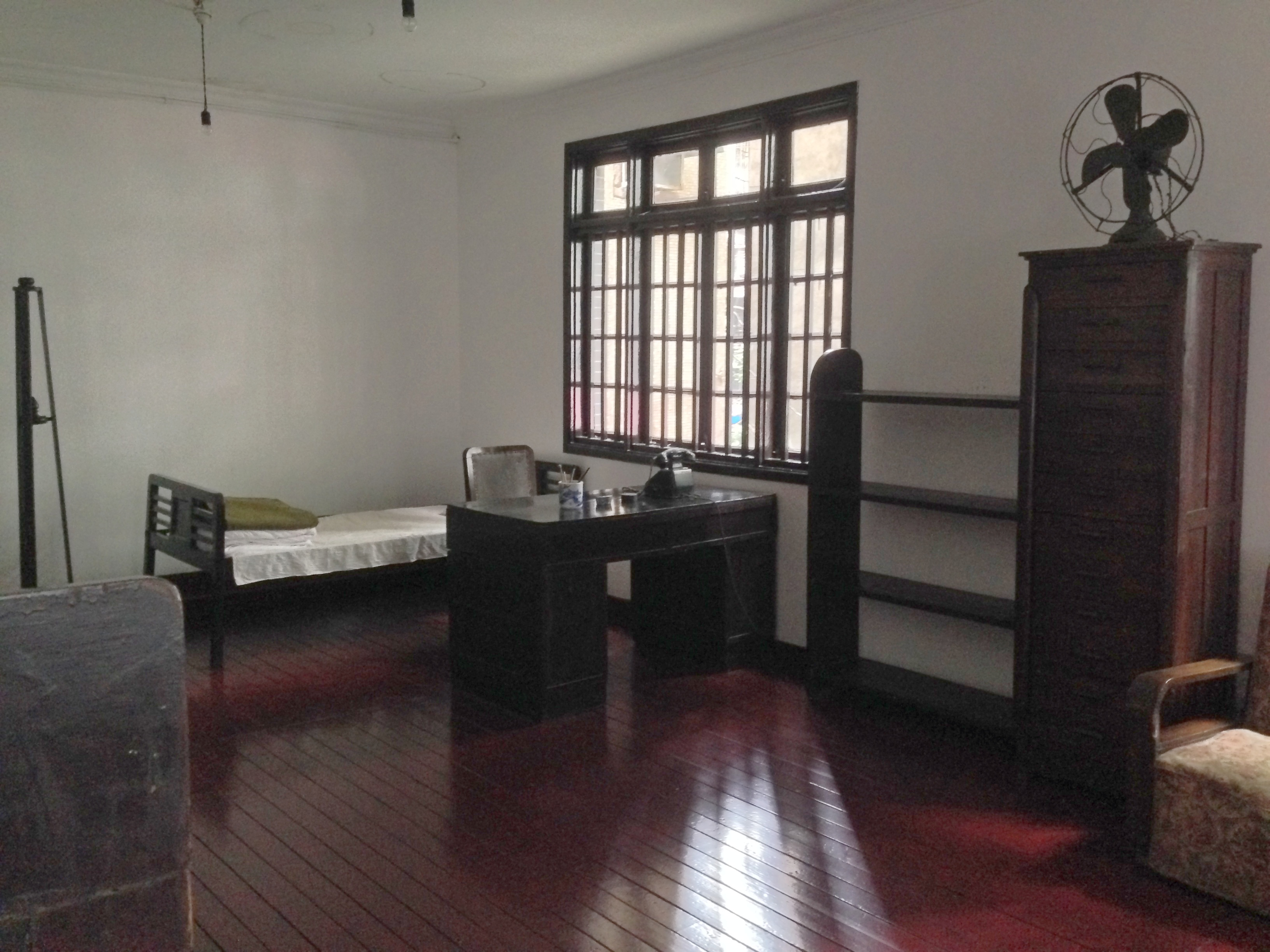
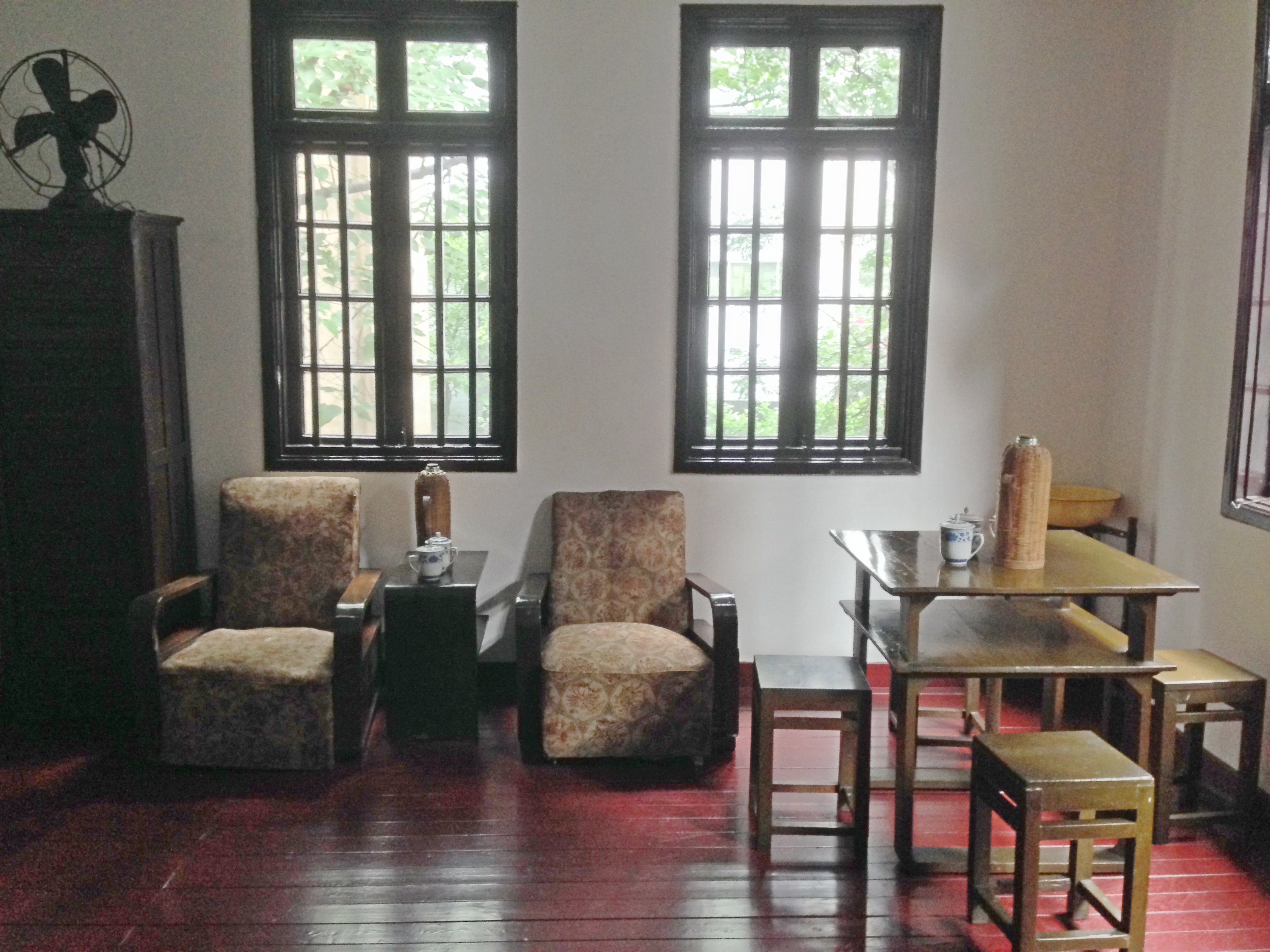